# Protestante Digital
Protestante Digital és un diari digital amb continguts gratuïts fundat l'any 1993, d'actualitat i opinió evangèlica. Té la seu social i redacció central a Madrid.
Forma part del projecte Areópago Protestanet, una iniciativa que impulsa l'Aliança Evangèlica Espanyola, el propòsit de la qual és fomentar la trobada i diàleg entre el protestantisme i la societat.
Com a part d'aquest projecte es troben la versió brasilera de Protestant Digital i també la versió dirigida al públic europeu de parla anglesa Evangelical Focus, ambdues tenen les seves pròpies xarxes socials. Altres components del projecte Areópago Protestante són el Premi Unamuno (creat l'any 2006 i de concessió anual) i publicacions pròpies de l'Aliança Evangèlica Espanyola.

## Història
Protestante Digital, com a projecte, va començar l'any 1993 sota el nom de GabiPress i va estar vinculat a FEREDE, amb la participació de l'Aliança Evangèlica Espanyola i la revista Alternativa 2000. Els mitjans utilitzats en aquesta temporada per difondre la informació van ser tant enviaments via fax com el posterior ús del correu electrònic com a mitjà principal del mateix.
L'any 1997, el projecte va començar a publicar-se via web i els continguts van anar penjant-se a internet per a la seva consulta. D'aquesta manera, el projecte va passar a cridar-se ICPress i posteriorment, al febrer de 2001, es va crear I+CP, la seva pàgina web (Imatge i Comunicació protestant), seguint vinculat a FEREDE.
Tots dos projectes van desaparèixer al juny de 2003, al no poder consensuar-se entre totes les parts integrants del mateix una fórmula per concretar-ho de manera organitzada. L'últim número de la revista I+CP del que queda constància, de publicació periòdica, va ser el 114 del 22 de juliol de 2003.
El creixement del projecte ha estat continu durant tot aquest temps, tant en mitjans humans com a tècnics, creant-se l'any 2006 el Premi Unamuno, l'any 2009 l'actualització contínua de les notícies i articles de la web (fins llavors l'equip tenia un descans estival) i la transformació a principis de l'any 2011 en un diari, convertint-se en el primer diari protestant en línia(fins llavors era un periòdic amb actualitzacions els dimarts, divendres i diumenge). Aquest pas va suposar la desaparició de l'agència de notícies ACPress, passant a formar part dels butlletins que s'envien per subscripció, i la creació d'una nova web que ofereixi informació cada dia; que, sense renunciar a l'opinió i a l'anàlisi, pogués estar informant cada matí als seus lectors del que succeeix al món des de la perspectiva pròpia.
L'any 2013, Protestant Digital és una de les web de referència per al món protestant global. També en aquest any, renuncien a qualsevol subvenció pública, d'acord amb la decisió de l'Aliança Evangèlica Espanyola.
També a l'agost d'aquest mateix any, Protestante Digital rep el "Premio Àguila", atorgat per Expolit (la convenció cristiana més gran de parla hispana) en la categoria "Millor portal de notícies".